# Monacha kuznetsovi
Monacha kuznetsovi — брюхоногий моллюск из семейства геофилов. Включен в Красную книгу Краснодарского края. Статус — «Недостаточно изученный» — 5.
Раковина тонкостенная, слегка просвечивающая. Устье почти круглое, с острыми неотвернутыми краями. Размеры: высота раковины 8,4—9,8 мм; диаметр 12,1—13,7 мм; отношение диаметра к высоте 1,37—1,49 мм.
Эндемик Западного Кавказа. Вид обнаружен только в окрестностях Геленджика, на юго-западных склонах Маркотхского хребта.
Необходимо включение в перечень охраняемых объектов и мониторинг состояния популяций.